# Le vostre richieste
Le vostre richieste è un album del cantante napoletano Lello Fiore, pubblicato nel 2004.

## Tracce
1. Si Annamaria
2. Ombra cattiva
3. E cammino
4. Barbara
5. Cronaca
6. Hai voglia e te' fa bella
7. Delusione
8. 'A droga
9. Scassomania
10. Quando l'amore diventa poesia
11. Sempe sempe
12. Senza umanità
13. Ma che te penso a fa
14. A serenata e Pullecenella
15. Il mare calmo della sera